# Hidrazida
Una hidrazida és un compost químic que conté en llur molècula el grup funcional {\displaystyle {\ce {-OC-NH-NH}}}. La més important és la hidrazida de l'àcid isonicotínic o isoniazida, un antibiòtic utilitzat per tractar infeccions per micobacteris; s'utilitza més habitualment en combinació amb altres agents antimicobacterians per al tractament de la tuberculosi activa o latent.

## Nomenclatura

Isoniazida

El mot «hidrazida» és un mot compost d'«hidraz(ina)» i «(am)ida», ja que les hidrazides són semblants a les amides {\displaystyle {\ce {R-CO-NH2}}}, però en lloc d'un grup {\displaystyle {\ce {-NH2}}} tenen un grup {\displaystyle {\ce {-NH-NH2}}}, derivat de la hidrazina o diazà {\displaystyle {\ce {NH2-NH2}}} per pèrdua d'un hidrogen.
Les hidrazides s'anomenen reemplaçant la composició «àcid …-ic», «àcid …-oic» del nom de l’àcid per «-ohidrazida» o «àcid …-carboxílic» per «-carbohidrazida». Exemples són la benzohidrazida {\displaystyle {\ce {C6H5-CO-NH-NH2}}} i la pentanohidrazida {\displaystyle {\ce {CH3-CH2-CH2-CH2-CO-NH-NH2}}}.